# Бойс, Джоанна Мэри
Джоанна Мэри Бойс (в замужестве — Джоанна Мэри Уэллс) (англ. Joanna Mary Boyce; 7 декабря 1831, Лондон — 15 июля 1861) — английская художница.

## Биография
Родилась в семье бывшего виноторговца, позже ставшего ростовщиком. Младшая сестра художника Джорджа Питера Бойса.
В своём творчестве, как и её брат, разделяла эстетические позиции Братства Прерафаэлитов.
Была знакома с Д. Россетти.
В 1849 поступила в художественную академию Фрэнсиса Стивена Кэри, затем обучалась в государственной школе рисунка в Лондоне, в 1855 году переехала в Париж для дальнейшего совершенствования в живописи под руководством Тома Кутюра.
Уже в самых ранних работах Бойс в полноте раскрылся её талант. В 1855 году впервые участвовала в выставке Королевской Академии художеств, где представила свою картину «Elgiva», которую один из виднейших представителей прерафаэлитизма Форд Мэдокс Браун назвал лучшей работой экспозиции. Джон Рескин, знаменитый художественный критик и теоретик прерафаэлизма, также отмечал незаурядные качества этой работы.
В 1856 художница познакомилась со своим будущим мужем, художником и издателем «Saturday Review» Генри Уэллсом, который предложил ей написать несколько обзоров европейских выставок для его газеты. В 1857 году они вместе предприняли поездку в Италию и во Францию, а в конце года поженились.
Перед возвращением в Англию, она написала большую картину на тему крестового похода детей, выставленную в Королевской Академии художеств в 1859 году.
Прекрасная портретистка, пейзажист, автор ряда жанровых и исторических полотен. Портрет годовалого сына Сиднея, датированный 1859 годом — одна из самых лучших работ в творчестве Дж. Бойс.
15 июля 1861 года, из-за осложнения после рождения третьего ребёнка, Джоанна Бойс умерла в Лондоне в возрасте 30 лет.
Критик Уильям Россетти, отзываясь на смерть Джоанны Бойс, назвал её «лучшей среди живописцев, когда-либо державших кисть в женской руке».
Значительная часть творческого наследия художницы погибла во время бомбардировок Лондона во время Второй мировой войны.

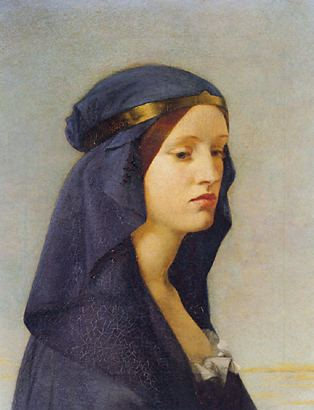
Elgiva (1855)
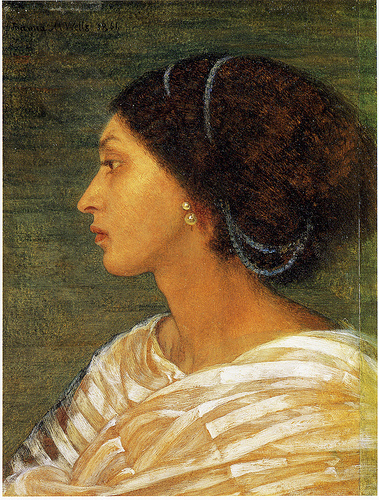
Портрет миссис Эдвардс
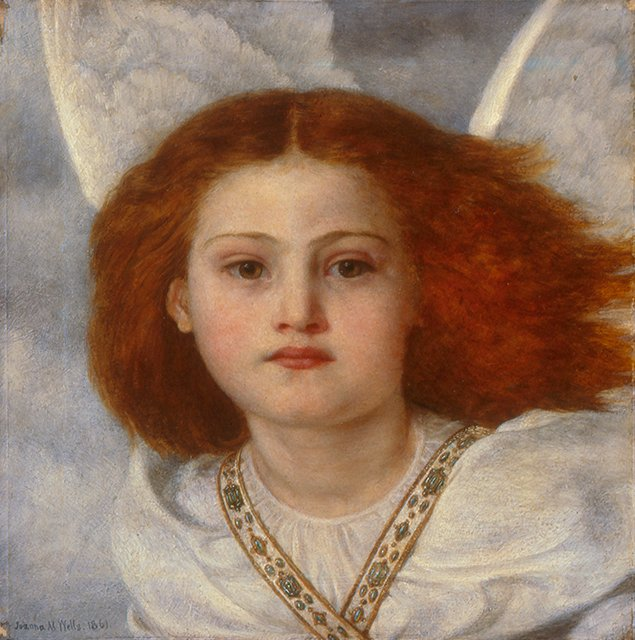
Детский портрет (Божья птичка, 1861)
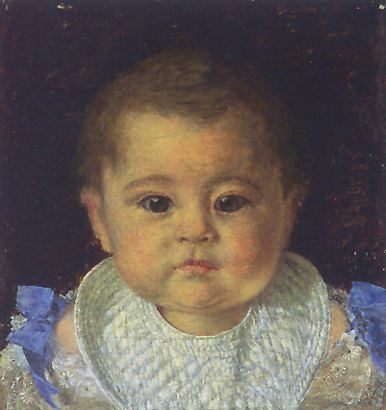
Портрет сына Сиднея Уэллса
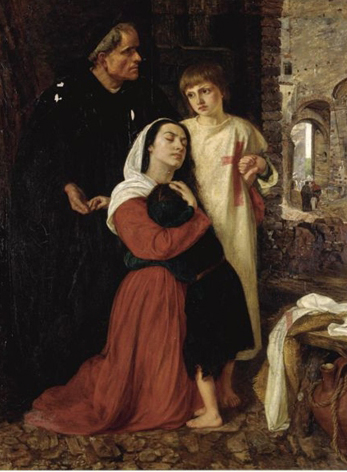
Деталь «Крестового похода детей в XIII в.»